# Извозки
Извозки — деревня в Гагаринском районе Смоленской области России. Входит в состав Пречистенского сельского поселения. Население — 5 жителей (2007). 
Расположена в северо-восточной части области в 15 км к северо-западу от Гагарина, в 23 км севернее автодороги М1 «Беларусь», на берегу реки Гжать. В 18 км юго-восточнее деревни расположена железнодорожная станция Гагарин на линии Москва — Минск. 

## История
В годы Великой Отечественной войны деревня была оккупирована гитлеровскими войсками в октябре 1941 года, освобождена в марте 1943 года. 